# Emotywizm
Emotywizm (od łac. emotus – poruszony) – kierunek w metaetyce, sformułowany przez angielskiego filozofa analitycznego Alfreda Jules’a Ayera, głoszący, iż etyczny namysł, a także wynikające z niego postanowienia, mają jedynie charakter ekspresji subiektywnych doznań i uczuć jednostki. Emotywizm uznaje oceny oraz normy za pseudozdania, które pozornie stwierdzają stan rzeczy, w rzeczywistości natomiast są wyrazem irracjonalnej i emocjonalnej postawy skłaniającej do zajęcia podobnego stanowiska w danej sprawie. Teoria ta została po raz pierwszy opisana w wydanej w 1936 roku książce pt. Language, Truth and Logic (pol. tytuł Język, Prawda i Logika) autorstwa Ayera. Rozwój emotywizmu zawdzięczany jest amerykańskiemu filozofowi analitycznemu Charlesowi Lesliemu Stevensonowi (książka pt. Ethics and Language – pol. tytuł Etyka i Język). W Polsce przedstawicielem emotywizmu była m.in. Maria Ossowska.